# ピュアラップ (ワシントン州)
ピュアラップ（Puyallup 発音: [pjuːˈ(w)æləp] ( 音声ファイル) or [pjuːˈ(w)ɑːləp]）は、アメリカ合衆国ワシントン州ピアース郡の都市である。人口は4万2973人（2020年）。

## 地理・気候
北緯47度10分33秒、西経122度17分37秒 (47.1757,-122.2936)に位置している。
アメリカ合衆国統計局によると、総面積31.6 km2 (12.2 mi2) である。このうち31.4 km2 (12.1 mi2) が陸地であり、0.2 km2 (0.1 mi2) (1.65%) が水地である。
- 山:
- 河川:
- その他:

## 人口
2000年国勢調査では、人口33,011人、12,870世帯、8,519家族が暮らしている。人口密度は1,049.9/km2 (2,719.2/mi2) である。428.3/km2 (1,109.3/mi2) の平均的な密度に13,467軒の住宅が建っている。この都市の人種的な構成は白人87.88%、アフリカン・アメリカン1.50%、ネイティブ・アメリカン1.01%、アジア3.27%、太平洋諸島系0.34%、その他の人種1.94%、混血4.06%である。この人口の4.67%はヒスパニックまたはラテン系である。
全世帯のうち、18歳未満の子供と同居している世帯が36.0%、夫婦のみの世帯が49.7%、未婚女性の世帯が11.7%であり、33.8%は家族を持たない。個人名義の世帯主が26.9%、そのうち65歳以上が9.5%である。世帯ごとの平均人数は2.53人、家族ごとの平均人数は3.08人である。
18歳未満の未成年が27.3%、18歳以上24歳以下が10.2%、25歳以上44歳以下が30.8%、45歳以上64歳以下が20.8%、65歳以上が10.9%、平均年齢は34歳である。女性100人に対して男性は93.5人である。18歳以上の女性100人に対して男性は90.9人である。
この都市の世帯ごとの平均的な収入は47,269 USドルであり、家族ごとの平均的な収入は57,322 USドルである。男性は43,562 USドルに対して女性は27,281 USドルの平均的な収入がある。この都市の一人当たりの収入 (per capita income) は22,401 USドルである。人口の4.7%及び家族の6.7%の収入は貧困線以下である。全人口のうち18歳未満の7.2%及び65歳以上の6.5%は貧困線以下の生活を送っている。

## 交通
ピュアラップ駅ではサウンダー通勤鉄道の列車が利用できる。シアトルまでの所要時間は約50分である。アムトラックの列車は停車しない。